# Kogelsee Spitze
Kogelsee Spitze är en bergstopp i Österrike.   Den ligger i distriktet Reutte och förbundslandet Tyrolen, i den västra delen av landet, 500 km väster om huvudstaden Wien. Toppen på Kogelsee Spitze är 2 623 meter över havet, eller 262 meter över den omgivande terrängen. Bredden vid basen är 3,1 km.
Terrängen runt Kogelsee Spitze är huvudsakligen bergig. Närmaste större samhälle är Zams, 10,2 km söder om Kogelsee Spitze. 
I omgivningarna runt Kogelsee Spitze växer i huvudsak barrskog. Runt Kogelsee Spitze är det ganska glesbefolkat, med 27 invånare per kvadratkilometer.